# Мельников Олег Олександрович
Олег Олександрович Мельников (рос. Олег Александрович Мельников; 20 березня (2 квітня) 1912, Хвалинськ — 12 травня 1982) — радянський астроном, член-кореспондент АН СРСР (1960).

## Біографія
Родився в Хвалинську (нині Саратовська область. У 1933 році закінчив Харківський університет. З 1933 року і до кінця життя працював у Пулковській обсерваторії, з 1946 — також професор Ленінградського університету.
Наукові роботи присвячені вивченню Сонця, зірок і міжзоряного середовища спектральними методами, астрономічному приладобудуванню та історії астрономії. Виконав детальну спектрофотометрію ліній поглинання в спектрах сонячних плям, факелів, хромосфери Сонця. Спільно з Є. Я. Перепелкіним встановив наявність турбулентних рухів в хромосфері. Разом з С. С. Журавльовим запропонував метод визначення напруженості магнітних полів сонячних плям по контурах обраних ліній у спектрах плям. Детально досліджував спектри цефеїд. Визначив хімічний склад атмосфер класичних цефеїд δ Цефея і η Орла і встановив наявність у них турбулентності. У 1950-х роках виконав цикл досліджень з вивчення фізичних умов в атмосферах зірок класу A, визначив параметри їхніх атмосфер і уточнив шкалу температур цих зірок. Досліджував міжзоряне поглинання світла і визначив деякі характеристики міжзоряного газу. Брав участь у роботах зі створення 6-метрового телескопа-рефлектора БТА. Автор дослідження «До історії розвитку астроспектроскопії в Росії і в СРСР» (1957).
Президент Комісії № 9 «Астрономічні інструменти» Міжнародного астрономічного союзу (1964—1967).
Нагороджений премією ім. Ф. О. Бредіхіна АН СРСР (1950).
Іменем Мельникова названа мала планета (2237 Мельников), відкрита Г. М. Неуйміним 2 жовтня 1938 року в Сімєїзькій обсерваторії.
Похований у Санкт-Петербурзі, на Пулковському кладовищі.